# Variationskalkyl
Variationskalkyl behandlar problemet att bestämma det minsta värdet av en funktional E(f) som beror av en funktion f. Genom att välja olika funktioner f fås olika värden på funktionalen E(f). Problemet är att finna den funktion f som ger det minsta värdet hos E(f). 
Medan man i vanlig matematisk analys varierar ett tal och söker efter det tal x som ger det minsta eller största värdet hos en given fix funktion g(x), så varierar man i variationskalkyl en funktion, f, för att hitta ett extremvärde.
Ett viktigt problem som går att lösa med hjälp av variationskalkyl är problemet att bestämma det kortaste avståndet E(f) mellan två fixerade punkter där f  är en funktion som går genom de fixerade punkterna. En viktig sak att notera är vilken mängd de två punkterna i fråga tillhör: 
- Om de ligger i det tredimensionella rummet är det kortaste avståndet den räta linje som sammanbinder punkterna.
- Om de ligger på ett klot är det kortaste avståndet en storcirkelbåge som sammanbinder punkterna.

För att matematiskt formulera variationsproblemet då de fixerade punkterna, {\displaystyle a=(x_{1},y_{1})} och {\displaystyle b=(x_{2},y_{2})} , ligger i planet {\displaystyle \mathbb {R} ^{2}} låter vi {\displaystyle f:\mathbb {R} \longrightarrow \mathbb {R} } vara en funktion som går genom de två punkterna: {\displaystyle f(x_{1})=y_{1}} och {\displaystyle f(x_{2})=y_{2}.} Längden E(f) hos funktionens graf ges då av integralen
{\displaystyle E(f)=\int _{u=x_{1}}^{x_{2}}{\sqrt {1+(f^{\prime }(u))^{2}}}\,du,}
där {\displaystyle f^{\prime }} betecknar derivatan av funktionen f. Genom att variera funktionen f får vi olika värden på längden E(f). Vi vill se vad som händer med längden för funktionskurvor som ligger nära funktionskurvan f. Ett sätt att göra detta på är att ersätta f med funktionen 
{\displaystyle f+\varepsilon \,\phi ,}
där {\displaystyle \varepsilon } är ett litet positivt tal och {\displaystyle \phi \,} en godtyckligt vald funktion som låter sig deriveras obegränsat.

## Euler-Lagranges ekvation
Under vissa förutsättningar kan den kontinuerligt deriverbara funktion y av en variabel x som minimierar en funktional E
{\displaystyle E[y]=\int _{x_{1}}^{x_{2}}L(x,y,y')dx}
och har randvärdena y(x1) = y1 och y(x2) = y2 hittas genom att lösa differentialekvationen känd som Euler-Lagranges ekvation:
{\displaystyle L_{y}(x,y,y')-{\frac {d}{dx}}L_{y'}(x,y,y')=0}
där Ly är L:s derivata med avseende på andra argumentet och Ly' är L:s derivata med avseende på tredje argumentet.

### Exempel
Säg att man vill hitta den funktion y som går igenom punkterna (x1, y1) och (x2, y2) och har den minsta kurvlängden. Kurvlängden ges, enligt ovan, av:
{\displaystyle E[y]=\int _{x_{1}}^{x_{2}}L(x,y,y')dx~~~~L(x,y,y')={\sqrt {1+y'(x)^{2}}}}
Euler-Lagranges ekvation blir:
{\displaystyle 0=L_{y}-{\frac {d}{dx}}L_{y'}=0-{\frac {d}{dx}}\left[{\frac {y'}{\sqrt {1+{y'}^{2}}}}\right]}
vilket är en ordinär differenialekvation. En lösning ges av:
{\displaystyle {\begin{aligned}{\frac {d}{dx}}\left[{\frac {y'}{\sqrt {1+{y'}^{2}}}}\right]=0&\Rightarrow {\frac {y'}{\sqrt {1+{y'}^{2}}}}=C&\Rightarrow y'(x)={\frac {C}{\sqrt {1-C^{2}}}}\end{aligned}}}
om vi kallar den nya konstanten i högerledet för A får vi att y'(x) = A och därmed y(x) = Ax + B, vilket är en linje. Randvillkoren f(x1) = y1 och f(x2) = (y2) ger att y är den unika linjen som går igenom (x1, y1) och (x2, y2).